# Norges Fri-Idrettsforbund
La Norges Fri-Idrettsforbund (NFIF) è la federazione sportiva (fondata il 1º maggio 1896) che si occupa di atletica leggera in Norvegia a livello nazionale.

## Consiglio federale
- Presidente:
  -  Anne Farseth
- Vice presidente:
  -  Runar Bålsrud

- Membri:  Kalle Glomsaker,  Ragnfrid M.N. Llano,  Henrik Carstens,  Per Espen Fjeld,  Hilde Stokvold Gundersen,  Siri Eide Storaa,  Helge Sveindal Rosfjord,  Geir-Arvid Nordtømme[1]

## Partner ufficiali
- DnB NOR
- Necon
- Maxim - sportnutrition
- Holta
- AV·OG·TIL